# Pachypodium bispinosum
Pachypodium bispinosum es una especie de arbusto suculento perteneciente al género Pachypodium, dentro de la familia Apocynaceae. Es endémica de la Provincia del Cabo (Sudáfrica).

## Descripción

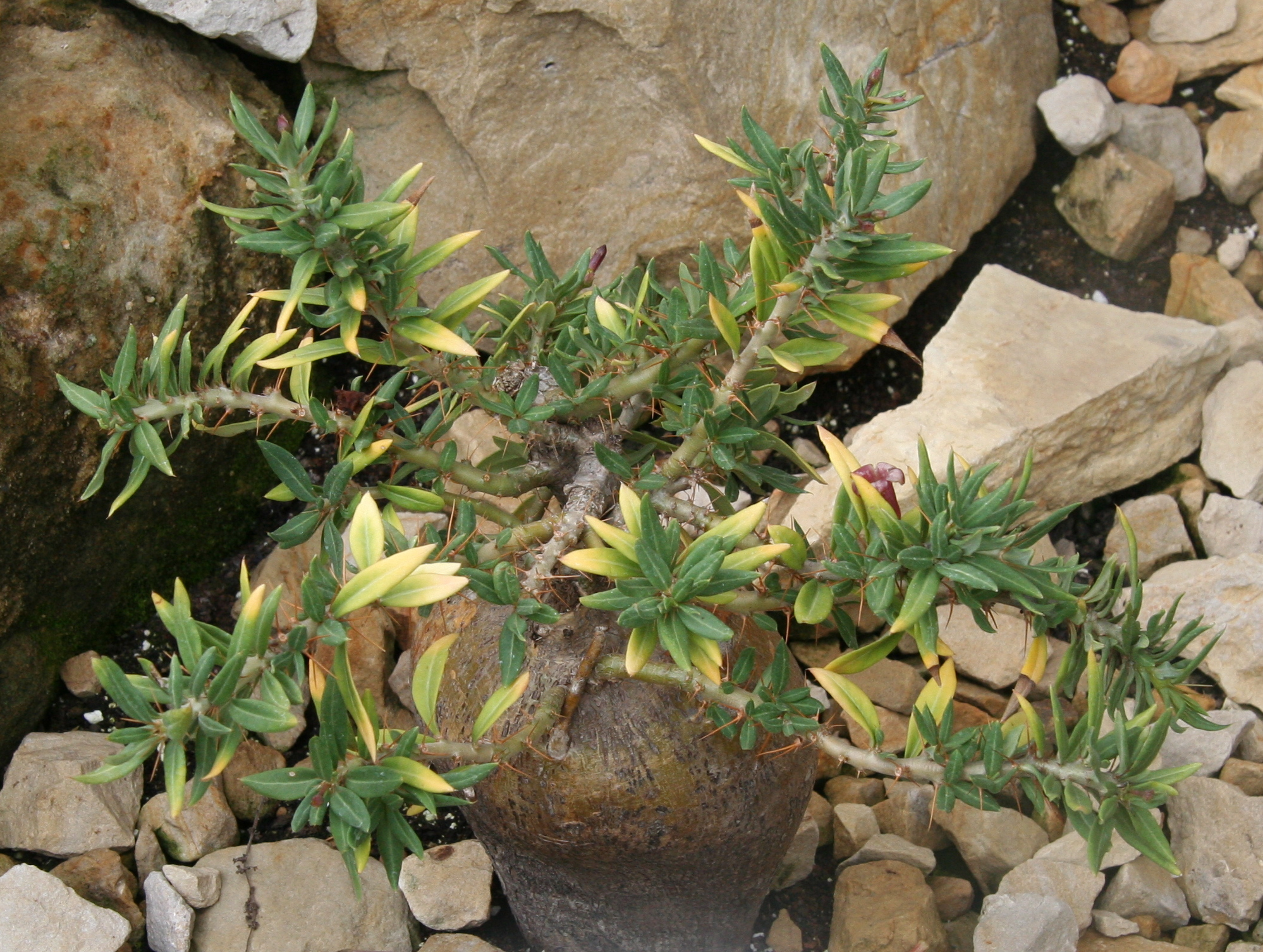
Detalle de las hojas y tallo

Pachypodium bispinosum es un arbusto suculento con ramas gruesas similares a las de un bonsái que brotan de la parte superior de un gran tallo espinoso parcialmente enterrado bajo el suelo. El tubérculo puede crecer hasta 60 cm de alto y 25 cm de diámetro. Las ramas están revestidas de espinas rectas y pareadas que miden hasta 2 cm de largo. Las hojas son estrechas, de color verde oscuro y pueden estar dispersas o en mechones a lo largo de las ramas.

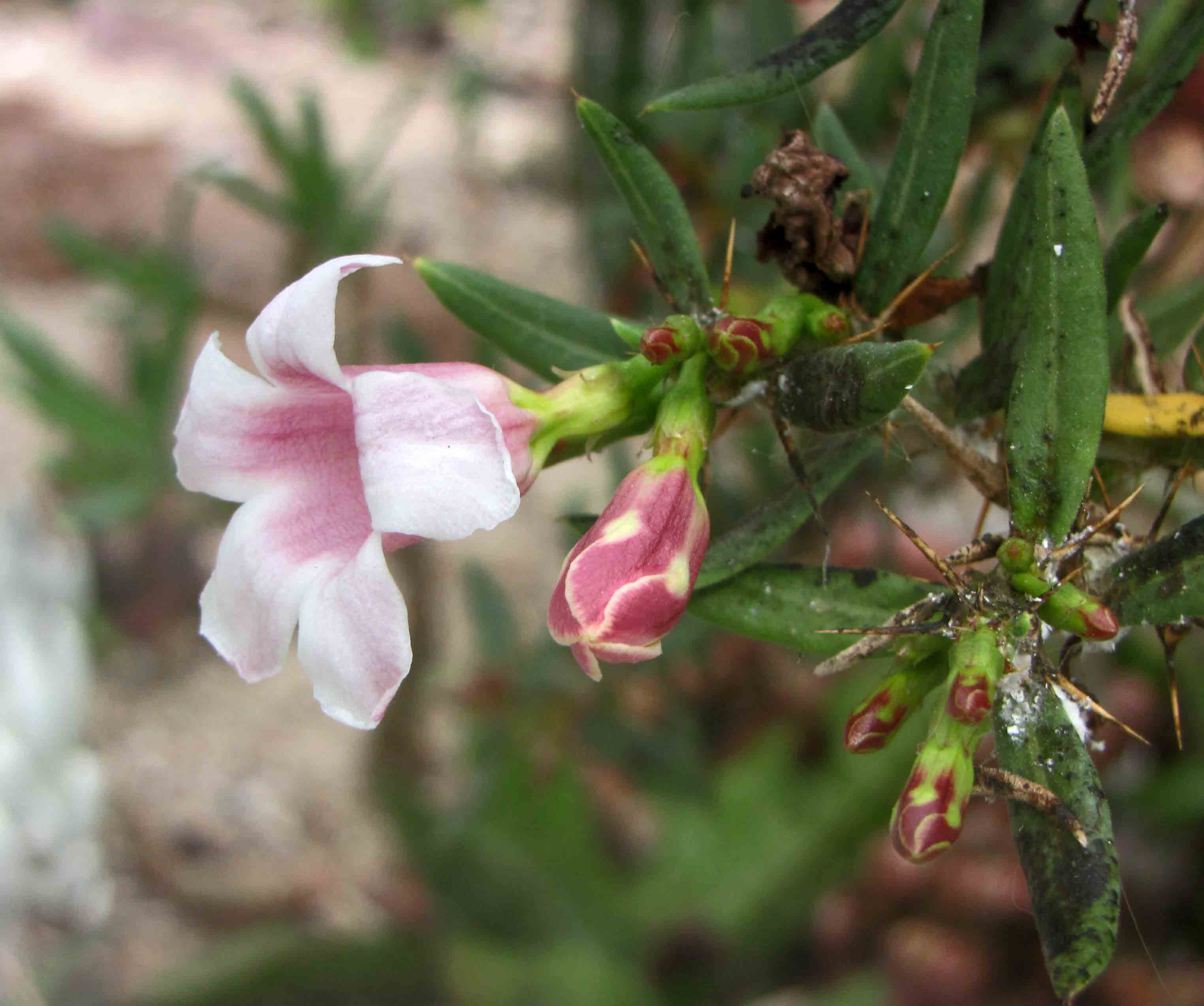
Flor típica acampanada del Pachypodium bispinosum

Desde la primavera hasta el verano, la planta produce en las puntas de las ramas unas cuantas flores de color púrpura a rosa en forma de racimos. Dichas flores tienen forma de campana y pueden alcanzar hasta 2 cm de diámetro. 

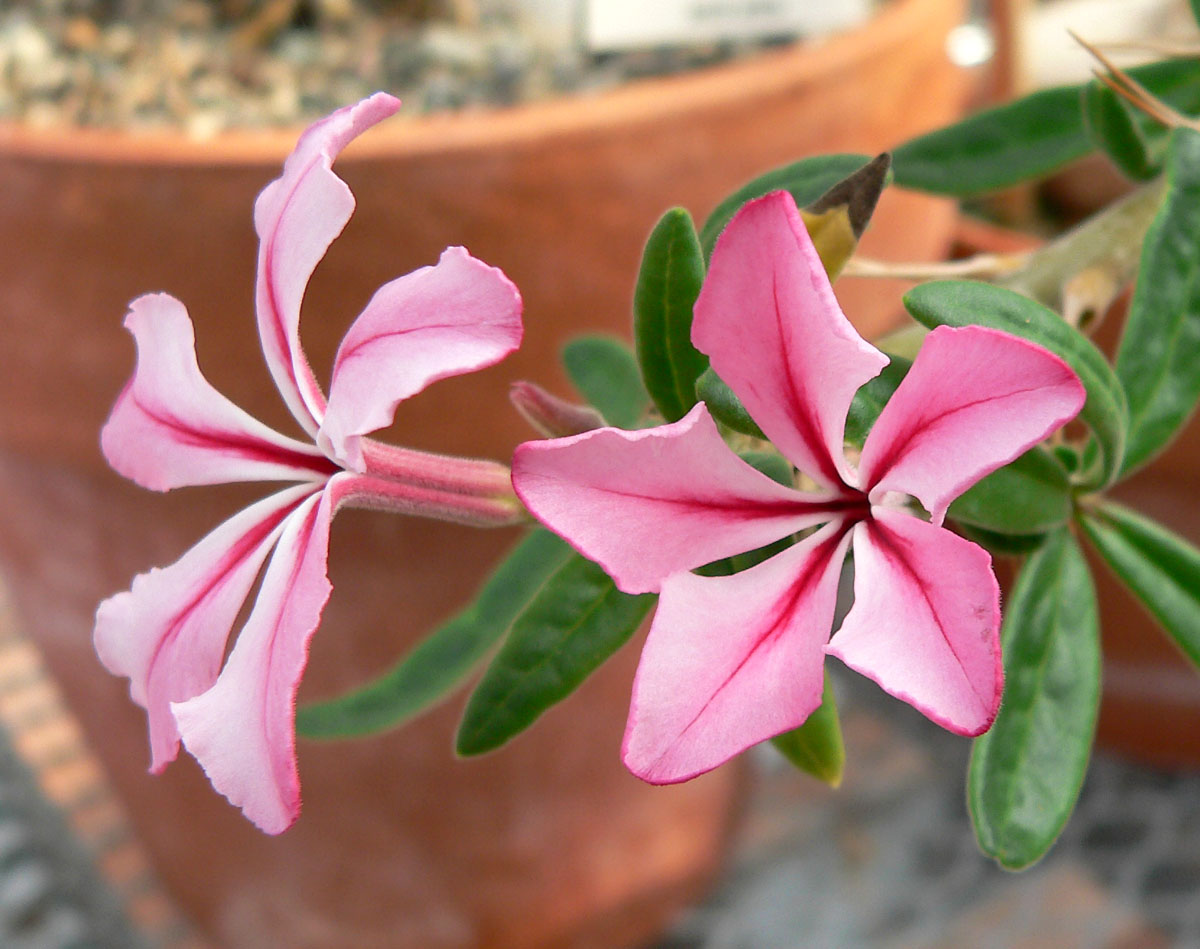
Flor del Pachypodium succulentum

Señalar que cuando la planta no está en flor, es indistinguible de Pachypodium succulentum, una especie con la que se superpone en su área de distribución natural y cuyas flores son de color carmesí rosada y no tienen forma de campana.

## Distribución y hábitat
El área de distribución nativa de esta especie es la Provincia del Cabo en Sudáfrica y crece principalmente en el bioma desértico o en lugares pedregosos entre matorrales suculentos secos.

## Taxonomía
La primera descripción de esta especie fue como Echites bispinosus, publicada en 1782 por el botánico sueco Carlos Linneo el Joven en el libro Supplementum Plantarum: 167.
Más tarde, el botánico suizo Alphonse Pyrame de Candolle trasladó la especie al género Pachypodium, por lo que pasó a llamarse Pachypodium bispinosum. Registró estos cambios en el tratado de botánica Prodromus systematis naturalis regni vegetabilis 8: 424, publicado en 1844.

Etimología
- Pachypodium: nombre genérico que proviene de la combinación de dos términos del griego antiguo: pachys (que significa 'grueso') y podium (que significa 'pie' o 'base'), haciendo referencia a la característica morfología de muchas especies del género, que suelen tener troncos o tallos robustos y suculentos.
- bispinosum: epíteto específico que proviene de la combinación de dos términos latinos: el prefijo bi- (que significa 'dos') y spinosum (que deriva de spina, que significa 'espina' o 'pincho'), haciendo referencia a que las espinas aparecen de dos en dos.[4]

## Usos
Pachypodium bispinosum se cultiva principalmente como planta ornamental siempre y cuando los jardines no sean fríos o húmedos, ya que es muy sensible a las heladas.